# Haquin Spegel
Haquin Spegel, né le 14 juin 1645 à Ronneby et mort le 17 avril 1714 à Uppsala, est un archevêque et auteur religieux suédois.

## Biographie
En 1675, le roi Charles XI le nomme aumônier de la Cour. Pendant les guerres des années suivantes, il suit le roi et devient un de ses proches confidents. Il tient un journal pendant toute cette période qui s'est avéré être un précieux matériel de recherche.
En 1680, il épouse la reine Ulrique-Éléonore et le roi. Il passe les cinq années suivantes principalement sur l'île de Gotland en tant que surintendant du diocèse de Visby. C'est pendant cette période qu'il rédige la Rudera Gothlandica.
En 1685, il est nommé évêque de Skara, dans l'est de la Suède. En 1693, il est transféré au siège du diocèse de Linköping, en Suède centrale, où il reste jusqu'en 1711. À la mort de l'archevêque d'Uppsala Erik Benzelius l'Ancien, Spegel est élu à sa succession, mais il meurt trois ans après sa nomination.
Pendant cette période, il écrit un poème épique intitulé L'œuvre et le repos de Dieu, sur la création de Dieu telle qu'elle est décrite dans la Bible, œuvre qui aura une large influence. 